# Wiesław Sagan
Wiesław Bogusław Sagan (ur. 11 kwietnia 1955 w Żaganiu) – polski działacz społeczny, urzędnik państwowy, wojewoda legnicki (1998).

## Życiorys
Uczęszczał do szkoły podstawowej w Grzymalinie, technikum elektroenergetycznego w Legnicy. Ukończył studia na Politechnice Wrocławskiej. Był pracownikiem m.in. Fabryki Przewodów Nawojowych, WPHW oraz Zakładów Mięsnych. Na początku lat 90. był współzałożycielem i działaczem Chrześcijańsko-Demokratycznego Stronnictwa Pracy. Sprawował funkcję dyrektora urzędu rejonowego w Legnicy, pełnił także obowiązki pełnomocnika wojewody ds. przejmowania mienia porosyjskiego. W latach 1993–1995 pracował jako dyrektor w zarządzie gospodarki mieszkaniowej w Legnicy.
Był działaczem NSZZ „Solidarność” i Komitetów Obywatelskich, uczestniczył w tworzeniu struktur na terenie Dolnego Śląska. Pełnił funkcję Radnego Miasta Legnicy i samorządu wojewódzkiego, działał jako organizator i współzałożyciel wielu stowarzyszeń lokalnych i Izby Przemysłowo-Handlowej.
W 1998 przez kilka miesięcy pełnił obowiązki ostatniego wojewody legnickiego (z rekomendacji PPChD). Po odejściu z urzędu stał na czele Centrum Badawczo-Projektowego Miedzi „Cuprum” w Legnicy. W latach 2000–2001 był dyrektorem departamentu komunikacji KGHM. W 2002 związał się ze Stronnictwem Konserwatywno-Ludowym – Ruchem Nowej Polski. Był przewodniczącym Konwentu Państwowej Wyższej Szkoły Zawodowej w Legnicy oraz członkiem Stowarzyszenia na Rzecz Rozwoju PWSZ, a także założycielem struktur AZS przy tej uczelni. Od września 2016 roku Prezes Zarządu BESTGUM POLSKA sp. z o.o.
W 2006 otrzymał Brązowy Krzyż Zasługi.